# Монтиньи-ле-Конде
Монтиньи́-ле-Конде́ (фр. Montigny-lès-Condé) — коммуна во Франции, находится в регионе Пикардия. Департамент коммуны — Эна. Входит в состав кантона Эссом-сюр-Марн. Округ коммуны — Шато-Тьерри.
Код INSEE коммуны — 02515.

## Население
Население коммуны на 2010 год составляло 79 человек.
| 1962 | 1968 | 1975 | 1982 | 1990 | 1999 | 2010 |
| ---- | ---- | ---- | ---- | ---- | ---- | ---- |
| 62   | 67   | 57   | 53   | 52   | 56   | 79   |

## Экономика
В 2010 году среди 55 человек трудоспособного возраста (15—64 лет) 36 были экономически активными, 19 — неактивными (показатель активности — 65,5 %, в 1999 году было 67,6 %). Из 36 активных жителей работали 34 человека (16 мужчин и 18 женщин), безработных было 2 (1 мужчина и 1 женщина). Среди 19 неактивных 1 человек был учеником или студентом, 12 — пенсионерами, 6 были неактивными по другим причинам.